# Zur Genealogie der Moral

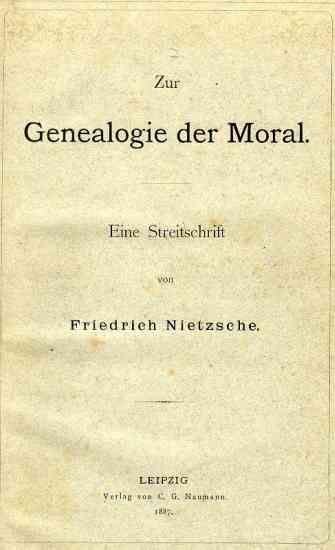
Titel der Erstausgabe 1887

Zur Genealogie der Moral. Eine Streitschrift ist ein philosophisches Werk von Friedrich Nietzsche aus dem Jahr 1887.
Das Werk, das aus einer Vorrede und drei „Abhandlungen“ besteht, gehört zu den einflussreichsten Schriften Nietzsches. Er legte hier keine Aphorismen vor wie in den meisten anderen seiner Werke, sondern längere, systematische Texte mit durchaus wissenschaftlichem Anspruch: Er stellt darin soziologische, historische und psychologische Thesen auf. Nietzsche wollte anders als klassische Moralphilosophen keine Moral herleiten oder begründen, sondern die geschichtliche Entwicklung und die psychischen Voraussetzungen bestimmter moralischer Wertvorstellungen nachvollziehen. Er fragt also nicht, wie die Menschen handeln sollten, sondern warum Menschen (Einzelne oder Gruppen) glauben, sie sollten auf bestimmte Weise handeln, oder andere dazu bringen wollen, so oder so zu handeln.
Der Gegensatz einer „Sklavenmoral“ und einer „Herrenmoral“ aus der ersten Abhandlung ist, zumindest schlagwortartig, recht bekannt geworden. Die dritte Abhandlung, in der Nietzsche die asketischen Ideale einer ausführlichen Kritik unterzieht, ist grundlegend für das Verständnis aller seiner Spätschriften.
Die Genealogie beeinflusste zahlreiche Denker, unter anderem Sigmund Freud und Michel Foucault. Insbesondere in der französischen Nietzsche-Rezeption in der zweiten Hälfte des 20. Jahrhunderts war sie ein vielbesprochenes Werk.
Das übliche Sigel der Schrift ist GM.

## Inhalt
Die Genealogie der Moral besteht aus einer Vorrede und drei Abhandlungen, von denen die dritte die längste ist.

### Vorrede
In den ersten sieben Abschnitten der Vorrede erläutert Nietzsche die Motivation seiner Arbeit:

„Sprechen wir sie aus, diese neue Forderung: wir haben eine Kritik der moralischen Werte nötig, der Wert dieser Werte ist selbst erst einmal in Frage zu stellen – und dazu tut eine Kenntnis der Bedingungen und Umstände not, aus denen sie gewachsen, unter denen sie sich entwickelt und verschoben haben (Moral als Folge, als Symptom, als Maske, als Tartüfferie, als Krankheit, als Mißverständnis; aber auch Moral als Ursache, als Heilmittel, als Stimulans, als Hemmung, als Gift), wie eine solche Kenntnis weder bis jetzt da war, noch auch nur begehrt worden ist.“

Er verweist dazu – wie in der ganzen Schrift noch häufiger – auf einige seiner früheren Werke und kritisiert Paul Rées Der Ursprung der moralischen Empfindungen (1877). Rée und seinesgleichen seien viel zu sehr voreingenommen für moderne, utilitaristische und altruistische Moralvorstellungen, um die Genealogie der moralischen Werte zu verstehen.
Im achten und letzten Abschnitt der Vorrede geht Nietzsche auf das Problem der Verständlichkeit seiner Schriften ein und fordert ein genaues Lesen, ein Wiederkäuen. Als Beispiel habe er der dritten Abhandlung einen Aphorismus vorangestellt, die Abhandlung selbst sei dessen langsame, systematische Auslegung.

### Erste Abhandlung: »Gut und Böse«, »Gut und Schlecht«.
Hier wird der von Nietzsche seit Menschliches, Allzumenschliches (Nr. 45) angedeutete Unterschied zwischen einer Herren- und Sklavenmoral erläutert. Diesen unterschiedlichen Arten der Moral entspricht jeweils ein Gegensatzpaar:
- Privilegierte Gesellschaftsschichten haben nach Nietzsche ihre eigenen Handlungen als „gut“ definiert; „gut“ in der Bedeutung von „edel“, „vornehm“, „mächtig“, „glücklich“ etc. Dagegen schätzen diese „Herren“ die Handlungen der anderen, niedrigeren Menschen als „schlecht“ im Sinne von „schlicht“, „(all)gemein“, „unvornehm“ ab, ohne ihnen daraus einen Vorwurf zu machen.
- Umgekehrt geht die Wertung der Unterprivilegierten, Niedrigen, Armen, Kranken, der „Sklaven“ vor: Ihre Empfindung beruht auf Ressentiment, sie schätzen zuerst die anderen als die „Bösen“, den „bösen Feind“ ab. Sich selbst definieren sie erst danach als die „Guten“ eben im Gegensatz zu jenen Bösen – das heißt, sie selbst sind „gut“, weil sie nicht „böse“ sind, ihr Begriff von „Gut“ ist reaktiv statt aktiv wie bei den Vornehmen und beruht auf einer Wertumkehr.

Die zweite Art der Wertung sieht Nietzsche im Judentum und Christentum, der ersten ordnet er das römische Reich, aber auch noch die Renaissance und Napoléon zu. Freilich würde der Gegensatz zwischen diesen Arten der Moral immer noch in einzelnen, zwiespältigen Menschen ausgekämpft; in den höheren und geistigeren Naturen seien heute beide Arten der Wertschätzung vorhanden und im Kampf miteinander. Im ganzen sei allerdings die Sklavenmoral siegreich gewesen. Nietzsche selbst drückt mehrfach – wenn auch nicht ohne Vorbehalte und Differenzierungen – seine deutlich stärkere Sympathie für die „vornehme“ Weltsicht aus und scheint zu hoffen, dass sie dank seiner Philosophie den Kampf gegen die „pöbelhafte“ Moral wieder aufnehmen kann.

### Zweite Abhandlung: »Schuld«, »schlechtes Gewissen«und Verwandtes.
Hierin untersucht Nietzsche die Herkunft der Idee, Menschen könnten „Verantwortung“ für etwas übernehmen, und das im Tierreich außergewöhnliche menschliche Gedächtnis überhaupt. Den moralischen Begriff der „Schuld“ sieht er im materiellen Begriff der „Schulden“ gegen einen Gläubiger begründet. Er deutet die vielfältigen vorgeblichen und realen Zwecke an, die die Strafe in der Geschichte diverser Kulturen gespielt habe. Sie sei, wie alle Tatbestände, unter neuen Machtkonstellationen immer neuen Interpretationen unterworfen gewesen. Das schlechte Gewissen hat nach Nietzsche seinen Ursprung in der Zivilisierung des Menschen, der unter dem Druck, in einer organisierten Gesellschaft zu leben, seinen aggressiven Trieb nach innen und gegen sich selbst lenke.
Der Abschnitt 12 dieser Abhandlung sticht etwas heraus, da Nietzsche hier vergleichsweise ausführlich auf seine Lehre des „Willens zur Macht“ eingeht.

### Dritte Abhandlung: was bedeuten asketische Ideale?
Diese Abhandlung weist eine formale Besonderheit auf, worauf Nietzsche in der Vorrede hingewiesen hat: im ersten Abschnitt präsentiert er in knapper, aphoristischer Form seine Ergebnisse, um dann – nach Protest eines fiktiven Lesers – in der eigentlichen Abhandlung eine genauere Herleitung und Ausarbeitung davon zu geben.
Nietzsche untersucht die unterschiedlichen Gestalten, in denen asketische Ideale in der Geschichte aufgetreten sind und heute auftreten, sowie ihre vielfältigen (vermeintlichen und tatsächlichen) Zwecke. Er deutet und bewertet das Verfolgen solcher Ideale bei Künstlern – Richard Wagners Parsifal als Beispiel –, Philosophen – besonders Schopenhauers Willensverneinung –, bei Priestern, bei den nach eigener Einschätzung „Guten und Gerechten“, bei Heiligen und schließlich auch bei modernen vermeintlichen Gegen-Idealisten, Atheisten, Wissenschaftlern und kritischen, antimetaphysischen Philosophen. Deren unbedingter „Wille zur Wahrheit“ sei die letzte, feine Gestalt des asketischen Ideals. Nach einer Betrachtung des gegenwärtigen und kommenden Nihilismus in Europa gibt Nietzsche einen letzten Grund an, warum bisher das asketische Ideal fast als einziges geehrt worden sei: nämlich schlicht in Ermangelung eines besseren Ideals. Der Mensch könne nicht „nicht wollen“, und so habe er bisher lieber noch in Nihilismus und Askese „das Nichts gewollt“.
Alle drei Abhandlungen enden mit der Aussicht auf eine neue Moral, für die Nietzsche auf seinen Zarathustra verweist. Diese neue Moral ist allerdings nach Ansicht aller Rezipienten nicht so klar und deutlich zu erkennen wie Nietzsches Kritik der bisherigen „Moralen“.

## Entstehung und Einreihung in Nietzsches Schriften
Nietzsche hatte eigentlich mit Jenseits von Gut und Böse und den 1886/87 gedruckten, veränderten Neuauflagen früherer Schriften sein Werk als vorläufig abgeschlossen angesehen und wollte sich Zeit fürs Durchdenken neuer Themen nehmen. Im Sommer 1887 war er in sehr niedergedrückter Stimmung und schrieb dann recht plötzlich (zwischen dem 10. und 30. Juli) die drei Abhandlungen der Genealogie, wobei er allerdings auf frühere Aufzeichnungen zurückgriff. Er ließ es auf eigene Kosten beim Verlag C. G. Naumann in Leipzig drucken und las gemeinsam mit Heinrich Köselitz Korrektur, wobei noch einige Änderungen vorgenommen wurden. In einer Auflage von 600 Exemplaren erschien das Buch im November 1887.
Nietzsche legte Wert darauf, dass das Buch auch äußerlich dem vorherigen Jenseits von Gut und Böse „zum Verwechseln ähnlich“ sein sollte. Der Erstdruck enthielt auf der Rückseite des Titelblatts den Hinweis „Dem letztveröffentlichten „Jenseits von Gut und Böse“ zur Ergänzung und Verdeutlichung beigegeben.“ Nietzsche hatte sich schon von Jenseits erhofft, neue Leser zu finden, und ließ auch Exemplare der Genealogie an mehrere kulturell einflussreiche Personen senden. Die vielen Verweise auf frühere Schriften sollten wohl auch als Werbung dienen; Nietzsche selbst nannte seine Schriften ab Jenseits von Gut und Böse „Angelhaken“.
Das Werk wurde für ihn noch einmal im folgenden Jahr bedeutsam, als er seinen Plan aufgab, Der Wille zur Macht zu schreiben. Es wird vermutet, dass ihn die erneute Lektüre der Genealogie dazu brachte oder darin bestärkte. Sein Spätwerk Der Antichrist, das gewissermaßen ein Ersatz für den Willen zur Macht war, weist stilistisch große Ähnlichkeit zur Genealogie auf und bezieht sich auch inhaltlich darauf.
Zu Nietzsches Kritik an Paul Rées Ursprung der moralischen Empfindungen in der Vorrede ist zu bemerken, dass Rée und Nietzsche in den späten 1870er Jahren eng befreundet waren und viele, auch die beiden selbst, das genannte Werk Rées und Nietzsches Menschliches, Allzumenschliches als nächstverwandt gesehen hatten. Die Freundschaft mit Rée war 1882 zerbrochen.

## Wirkungsgeschichte
Starken Einfluss übte das Werk auf Sigmund Freud aus, der aus dem Gedanken der Wiederaufnahme des Gewissens wegen der Grausamkeiten Das Unbehagen in der Kultur schrieb. Ebenfalls regte Nietzsches Genealogie Max Scheler dazu an, Das Ressentiment im Aufbau der Moralen zu verfassen.
Die Genealogie gilt als Wegbereiter der postmodernen Philosophie. So ist zum Beispiel das Werk Michel Foucaults von Bezügen zur Genealogie der Moral durchzogen. Ebenfalls lässt sich für die französischen postmodernen Denker das jüngere Werk Die feinen Unterschiede von Pierre Bourdieu auf Ideen aus der Genealogie der Moral zurückverfolgen. Hierbei geht der Kerngedanke von den herrenmoralischen Ressentiments aus, nämlich das Schlechte durch feine Unterschiede auf vielen Ebenen des Lebens vom Guten abzugrenzen.

## Ausgaben
Siehe Nietzsche-Ausgabe für allgemeine Informationen.
- In der von Giorgio Colli und Mazzino Montinari gegründeten Kritischen Gesamtausgabe ist Zur Genealogie der Moral zu finden in
  - Abteilung VI, Band 2 (zusammen mit Jenseits von Gut und Böse). ISBN 978-3-11-005175-9. Ein Nachbericht, d. h. kritischer Apparat, fehlt zu diesem Band noch.
- Denselben Text liefert die Kritische Studienausgabe in Band 5 (zusammen mit Jenseits von Gut und Böse und mit einem Nachwort von Giorgio Colli). Dieser erscheint auch als Einzelband unter der ISBN 978-3-423-30155-8. Der zugehörige Apparat befindet sich im Kommentarband (KSA 14), S. 377–382.
- Ebenfalls auf dieser Edition basiert die aktuelle Ausgabe bei Reclam, ISBN 978-3-15-007123-6. Sie enthält ein Nachwort von Volker Gerhardt.
- Kommentierte Neuausgabe mit Vor- und Nachwort von Elmar Dod in Perlen der Literatur, Band 22: Nietzsches Moral (= Zur Genealogie der Moral), Hamburg 2023, ISBN 978-3-941905-56-6.